# Варданян, Артак Варданович
Арта́к Варда́нович Варданя́н (арм. Արտակ Վարդանյան, род. 4 мая 1951, Азнаберд) — прозаик, публицист, поэт, переводчик, кандидат филологических наук, член Союза писателей Армении с 2009 года и член Союза журналистов Армении с 1994 года.

## Биография
Родился 4 мая 1951 года в селе Азнаберд Нахичеванской АССР.
Окончил факультет технической кибернетики Ереванского политехнического института и отдел журналистики факультета общественных профессий того же института. С 1973 по 1994 годах работал в Ереванском Научно-исследовательском институте математических машин, одновременно занимаясь диалектологией, фольклористикой, этнографией, журналистикой.
Сотрудничал в периодике Армении и армянской диаспоры, работал в еженедельнике «Айреники дзайн» («Голос Родины»), на Общественном радио Армении. Автор 20-и книг (одна — «Зов Вишапасара» — вышла на русском языке в переводе Анаит Хармандарян), а также научных, публицистических статей, эссе, рассказов, стихотворений и поэм. Переводит с русского и персидского языков. Его произведения переводились и публиковались на русском, персидском, немецком и французском языках. В 1994—2018 годах работал в Аппарате Президента Республики Армения, государственный советник 2-го класса гражданской службы. В 2007 году был удостоен Грамоты Президента Республики Армения, в 2011 году — Медали Мовсеса Хоренаци и медали Союза писателей Армении «За литературные заслуги».